# Comunidad de comunas del País de Moncontour
La Comunidad de comunas del País de Moncontour (Communauté de communes du Pays de Moncontour en francés), es una estructura intercomunal francesa situada en el departamento francés de Costas de Armor de la región de Bretaña.

## Historia
Fue creada el 30 de diciembre de 1993 con la unión de cinco de las seis comunas comunas del antiguo cantón de Moncontour y dos de las cinco comunas del antiguo cantón de Plouguenast.
El 1 de enero de 2014, la comuna de Langast dejó la comunidad para pasar a formar parte de la comunidad de comunas CIDERAL.
Las seis comunas de la comunidad actualmente pertenecen al nuevo cantón de Plaintel.

## Nombre
Debe su nombre a que las seis comunas se hallan situadas en el área de influencia de la comuna que le da su nombre.

## Composición
La Comunidad de comunas reagrupa 6 comunas:
| Comuna        | Código INSEE | Cantón   | Población (2012) | Superficie (km²) | Densidad (hab./km²) |
| ------------- | ------------ | -------- | ---------------- | ---------------- | ------------------- |
| Hénon         | 22079        | Plaintel | 2211             | 40,87            | 54                  |
| Moncontour    | 22153        | Plaintel | 939              | 0,48             | 1956                |
| Plémy         | 22184        | Plaintel | 1611             | 40,04            | 40                  |
| Quessoy       | 22258        | Plaintel | 3694             | 29,23            | 126                 |
| Saint-Carreuc | 22281        | Plaintel | 1498             | 12,69            | 118                 |
| Trédaniel     | 22346        | Plaintel | 977              | 15,92            | 61                  |

## Competencias
La comunidad es un organismo público de cooperación intercomunal.
Sus recursos provienen del impuesto sobre los rendimientos del trabajo único, del sistema de contribuciones que se aplica a los residuos y asignaciones y subvenciones de diversos socios.
Sus competencias en general se centran en el desarrollo económico, medio ambiental, de empleo y los servicios comunitarios a los habitantes:
- Ordenación del Territorio
  - Plan de Coherencia Territorial (SCOT, en francés) (a título obligatorio).
  - Plan Sectorial (a título obligatorio).
- Desarrollo y organización económica
  - Acción de desarrollo económico de las actividades industriales, comerciales o de empleo, (apoyo de las actividades agrícolas y forestales...) (a título obligatorio).
  - Creación, organización, mantenimiento y gestión de zonas de actividades industriales, comerciales, terciario, artesanal o turístico (a título obligatorio).
- Desarrollo y organización social y cultural
  - Actividades culturales y socioculturales (a título facultativo).
  - Actividades deportivas (a título facultativo).
  - Construcción y/u organización, mantenimiento, gestión de equipamientos o establecimientos culturales, socioculturales, socioeducativos, deportivos… (a título optativo).
  - Transporte escolar (a título facultativo).
- Medio ambiente
  - Saneamiento no colectivo (a título facultativo).
  - Recogida y tratamiento de los residuos urbanos y asimilados (a título optativo).
  - Protección y valorización del Medio Ambiente (a título optativo).
- Vivienda y hábitat
  - Programa local del hábitat (a título optativo).
- Servicio de vías públicas
  - Creación, organización y mantenimiento del servicio de vías públicas (a título optativo).
- Otros
  - Adquisición comunal de material (a título facultativo).
  - Informática, Talleres vecinales (a título facultativo).